# Michel Siffre
Michel Siffre, född 3 januari 1939 i Nice, Alpes-Maritimes, död 25 augusti 2024 i Nice, var en fransk grottforskare. Han utförde 18 juli–14 september 1962 det banbrytande experiment som visade att människan har en inbyggd biologisk klocka. Han tillbringade denna tid 100 meter under markytan i Scarrassongrottan i Alpes du Sud i Frankrike. Hans enda kontakt med omvärlden var en telefonledning där han rapporterade när han gick till sängs och när han vaknade. Hans kropp höll där en dygnsrytm av 24,5 timmar helt oberoende av stimuli utifrån, till exempel utan att se dagsljus. Själv trodde han att han sov i 15-timmars-cykler och blev mycket förvånad när markpersonalen avbröt experimentet efter 57 sovperioder.